# Berliner Skulpturennetzwerk
Das Berliner Skulpturennetzwerk – Kontextualisierung und Übersetzung antiker Plastik war ein Kooperationsprojekt zwischen der Antikensammlung der Staatlichen Museen zu Berlin (SMB) und der Freien Universität Berlin (FU). Es wurde während seiner dreijährigen Laufzeit vom Bundesministerium für Bildung und Forschung im Rahmen der Initiative „Übersetzungsfunktion von Geisteswissenschaften“ gefördert. 

## Geschichte und Aufbau des Berliner Skulpturennetzwerkes
Ziel des Projektes war die digitale Erfassung und Neupublikation der bislang unzureichend erforschten antiken Skulpturen der Berliner Antikensammlung (etwa 2600 Objekte, mit allen Fragmenten rund 4400) sowie der neuzeitlichen Gipsabgüsse nach antiker Plastik (etwa 3428 Objekte) in den Sammlungen der Staatlichen Museen, der Abguss-Sammlung des Instituts für Klassische Archäologie der Freien Universität Berlin und des Winckelmann-Instituts der Humboldt-Universität zu Berlin. Die wissenschaftlichen Leitfragen zielten auf eine historisch differenzierte Rekonstruktion antiker Aufstellungskontexte der Skulpturen und auf die Gewinnung räumlicher, funktionaler und inhaltlicher Zusammenhänge. Dazu sollten auch die zugehörigen Archivalien und die aktuellen Grabungsdaten erfasst und zusammengeführt werden. Diese Arbeiten wurden mit der Unterstützung von mehr als hundert Fachleuten aus Deutschland und dem Ausland durchgeführt, darunter vielen Nachwuchswissenschaftlern.
Die Berliner Antikensammlung bewahrt die größte Sammlung griechischer, zyprischer, etruskischer und römischer Kunst in Deutschland und ist eines der bedeutendsten Antikenmuseen weltweit. Die Sammlung nahm ihren Anfang unter den brandenburgischen Kurfürsten im 17. Jahrhundert und wurde vor allem durch die großen Grabungen des Deutschen Reiches in Kleinasien im späten 19. und frühen 20. Jahrhundert bedeutend erweitert. Ihre öffentliche Präsentation und wissenschaftliche Erschließung blieb jedoch, vor allem bedingt durch die beiden Weltkriege und die deutsche Teilung, immer weit hinter der Bedeutung des Museums zurück und konnte erst jetzt, im Zeitalter der elektronischen Datenverarbeitung, mit Aussicht auf Vollständigkeit und bequeme Zugänglichkeit in Angriff genommen werden. 
Bereits im Jahre 2011 sind die Bronzen der Antikensammlung (8.277 Einzelobjekte, inklusive der Kriegsverluste) in der Online-Datenbank „Antike Bronzen in Berlin“ zugänglich gemacht worden. Zwischen 2009 und 2012 erfolgte im Rahmen des „Berliner Skulpturennetzwerks“ die vollständige Neubearbeitung aller griechischen, zyprischen, etruskischen und römischen Skulpturen in Stein sowie der wenigen Großbronzen – einschließlich der Kriegsverluste und der Skulpturen in Potsdam. So entstand erstmals ein vollständiger Bestandskatalog der antiken Skulpturen, der seit Juli 2013 in der Datenbank Arachne online verfügbar ist. 
Etwa 2.600 Bildwerke aus dem Bestand der Berliner Antikensammlung sind mit fotografischen Neuaufnahmen in mehreren Ansichten sowie teilweise mit historischen Fotografien und Restaurierungskartierungen dokumentiert worden. Zahlreiche Skulpturen wurden überhaupt zum ersten Mal fotografiert. Über einhundert Wissenschaftler haben die Skulpturen in ausführlichen Texten neu vorgelegt. Ein besonderes Augenmerk lag auf der Erforschung der Kontexte, die durch ein intensives Studium der Archivalien in vielen Fällen neu erschlossen werden konnten. Dabei erfuhren sowohl der ursprüngliche Aufstellungszusammenhang als auch die nachantike Wirkungsgeschichte der Skulpturen eine eingehende Betrachtung. Insbesondere zu den Skulpturen aus Pergamon und Magnesia am Mäander wurde die Grabungsdokumentation systematisch überprüft. Die ausführlichen wissenschaftlichen Texte bewahren den Charakter eines traditionellen Skulpturenkataloges; durch die Online-Publikation sind zudem verschiedene Vorteile der elektronischen Medien miteinander kombiniert: Texte und Bilder der einzelnen Bildwerke sind mit Vergleichsstücken und Reproduktionen, mit architektonischen und topographischen Kontexten in Beziehung gesetzt. Vor allem mehrteilige Denkmäler erfahren eine bestmögliche Darstellung, da selbst kleinere, oft noch unpublizierte Fragmente miteinander verknüpft sind. Der Nutzer hat dadurch vielfältige Möglichkeiten, sich die Berliner Skulpturen zu erschließen. 
Erste Erkenntnisse der umfangreichen Forschungen wurden 2011/12 der breiten Öffentlichkeit im Rahmen der Ausstellung Pergamon – Panorama der antiken Metropole im Pergamonmuseum präsentiert. Einzigartig war die Verbindung aus archäologischer Ausstellung und dem neuen monumentalen 360-Grad-Pergamon-Panorama des Berliner Künstlers Yadegar Asisi, die hier erstmals verwirklicht wurde. Die große Zahl der Ende des 19. und zu Beginn des 20. Jahrhunderts nach Berlin gelangten Skulpturen aus den Grabungen in der hellenistischen Residenzstadt schienen besten geeignet zu sein, den Besuchern Einblicke in die Arbeit des Netzwerks zu gewähren. 
In Zusammenarbeit mit dem Institut für Klassische Archäologie der Freien Universität Berlin wurden im Rahmen des Projektes auch alle Abgüsse nach Antiken in Berlin dokumentiert und über die Datenbank Arachne zugänglich gemacht.
Ein langfristiges Ziel des Berliner Skulpturennetzwerks ist die Verbindung der Berliner Sammlungen und Institutionen untereinander, Wissenschaftler miteinander zu vernetzen, neue Methoden sowie Fragestellungen zu entwickeln und diese öffentlich zugänglich zu machen.

## Partner
Weitere Netzwerkpartner waren (alphabetische Reihenfolge):
- Deutsches Archäologisches Institut, Zentrale Berlin
- Deutsches Archäologisches Institut, Abteilung Istanbul
- Exzellenzcluster Topoi
- Freie Universität Berlin, Institut für Klassische Archäologie
- Humboldt-Universität zu Berlin, Winckelmann-Institut für Klassische Archäologie
- Konrad-Zuse-Zentrum für Informationstechnik Berlin
- Lehrstuhl für Darstellungslehre der Brandenburgischen Technischen Universität Cottbus
- Lenné3D GmbH
- Gipsformerei der Staatlichen Museen zu Berlin
- Institut für Museumsforschung der Staatlichen Museen zu Berlin
- Universität zu Köln,  Archäologisches Institut (Arbeitsstelle für Digitale Archäologie) mit der Objekt- und Bilddatenbank Arachne

## Belege
1. ↑  Antike Bronzen in Berlin (Memento des Originals vom 1. Februar 2014 im Internet Archive)  Info: Der Archivlink wurde automatisch eingesetzt und noch nicht geprüft. Bitte prüfe Original- und Archivlink gemäß Anleitung und entferne dann diesen Hinweis.
2. ↑   Gesamtkatalog der Skulpturen in der Antikensammlung der Staatlichen Museen zu Berlin (Memento vom 6. September 2015 im Internet Archive) bei Arachne.
3. ↑  Ankündigung (Memento vom 1. Februar 2014 im Internet Archive) und Website (Memento des Originals vom 1. Februar 2014 im Internet Archive)  Info: Der Archivlink wurde automatisch eingesetzt und noch nicht geprüft. Bitte prüfe Original- und Archivlink gemäß Anleitung und entferne dann diesen Hinweis. der Ausstellung.
4. ↑   Abgüsse der FU Berlin (Memento vom 10. September 2015 im Internet Archive) bei Arachne.